# Großsteingräber bei Vrees
Die Großsteingräber bei Vrees waren fünf Grabanlagen der jungsteinzeitlichen Trichterbecherkultur in der Umgebung der Gemeinde Vrees im Landkreis Emsland (Niedersachsen). Von ihnen existiert heute nur noch eines. Es trägt die Sprockhoff-Nummer 821 und ist auch als Plingenberger Steine im Langen Sand bekannt.

## Lage
Grab 1 liegt nördlich von Vrees in einem Waldstück unweit des Gehlenberger Wegs. Grab 2 befand sich 1,5 km nordöstlich des Ortes, etwas nördlich des Bischofsbrücker Wegs. 700 m östlich von Vrees lag Grab 3 etwa auf halber Strecke zwischen dem Bischofsbrücker Weg und der Peheimer Straße. Grab 4 lag 1,5 km westlich des Ortes. Grab 5 lag im Eleonorenwald.

## Beschreibung

### Das erhaltene Grab 1
Das Grab besitzt eine Hügelschüttung, deren Ränder nicht klar auszumachen sind. Die Grabkammer ist nordwest-südöstlich ausgerichtet. Sie hat eine Länge von mindestens 10 m und eine Breite von 2 m. 1895 besaß die Kammer noch 15 Wandsteine. Bei der Aufnahme des Grabes durch Ernst Sprockhoff im Jahr 1926 waren davon nur noch sechs übrig. Es handelt sich um den nordwestlichen Abschlussstein, die beiden angrenzenden Steine der nordwestlichen Langseite sowie drei Steine der südöstlichen Langseite. Bis auf einen der südöstlichen Steine stehen alle noch in situ. Von den Decksteinen sind lediglich zwei und das Bruchstück eines dritten erhalten. Im äußersten Nordwesten liegt schließlich noch der einzige verbliebene Stein der einstigen Umfassung.

### Das zerstörte Grab 2
Grab 2 ist auch unter den Namen „Bieschenhüttensteine“, „Burkenhüttensteine“ und „Burkenhöger“ bekannt. Es wurde 1983 gänzlich abgetragen und diente als Baumaterial für eine Kirche. Die Anlage war ostwestlich orientiert und hatte eine Länge von 11 m sowie eine Breite von 4 m. Vor der Zerstörung waren noch sechs Steine vorhanden, bei denen aber nicht mehr zwischen Wand- und Decksteinen unterschieden werden konnte.

### Das zerstörte Grab 3
Das auch als „Palmstein“ bekannte Grab wurde ebenfalls 1893 für einen Kirchenbau zerstört. Es bestand zu dieser Zeit noch aus zwei Wandsteinen und einem Deckstein. Letzterer hatte eine Länge von 2,85 und eine Breite von 1,8 m. Er lag nur noch im Norden auf einem Wandstein auf.

### Das zerstörte Grab 4
Grab 4 war auch als „Hohenwehnsteine“ oder „Stehenvensteine“ bekannt. Auch diese Anlage diente als Baumaterial für die Kirche. Schon vor seiner endgültigen Zerstörung befand es sich in sehr schlechtem Zustand. Auf einer Fläche mit einer Länge von 9,5 m und einer Breite von 4,8 m lagen noch fünf erhaltene und fünf gesprengte Steine, die kein Aufschluss mehr über das ursprüngliche Aussehen des Grabes zuließen.

### Das zerstörte Grab 5
Das fünfte Grab wurde bereits 1878/79 bei Kultivierungsarbeiten zerstört. Über sein Aussehen liegen keine Informationen vor. Funde aus diesem Grab befinden sich heute im Museum in Meppen.